# Anodonthyla
Anodonthyla – rodzaj płazów bezogonowych z podrodziny Cophylinae w rodzinie wąskopyskowatych (Microhylidae).

## Zasięg występowania
Rodzaj obejmuje gatunki występujące endemicznie na Madagaskarze.

## Systematyka

### Etymologia
Anodonthyla (Anodontohyla): gr. ανοδων anodōn, ανοδοντος anodontos „bezzębny”, negatywny przedrostek αν- an-; οδους odous, οδοντος odontos „ząb”; rodzaj Hyla Laurenti, 1768.

### Podział systematyczny
Do rodzaju należą następujące gatunki:
- Anodonthyla boulengerii Müller, 1892
- Anodonthyla emilei Vences, Glaw, Köhler & Wollenberg, 2010
- Anodonthyla eximia Scherz, Hutter, Rakotoarison, Riemann, Rödel, Ndriantsoa, Glos, Roberts, Crottini, Vences & Glaw, 2019
- Anodonthyla hutchisoni Fenolio, Walvoord, Stout, Randrianirina & Andreone, 2007
- Anodonthyla jeanbai Vences, Glaw, Köhler & Wollenberg, 2010
- Anodonthyla montana Angel, 1925
- Anodonthyla moramora Glaw & Vences, 2005
- Anodonthyla nigrigularis Glaw & Vences, 1992
- Anodonthyla pollicaris (Boettger, 1913)
- Anodonthyla rouxae Guibé, 1974
- Anodonthyla theoi Vences, Glaw, Köhler & Wollenberg, 2010
- Anodonthyla vallani Vences, Glaw, Köhler & Wollenberg, 2010